# 韓志強 (工程師)
韓志強，GBS，JP（1958年10月13日—），前香港政府官員，註冊土木工程師，於1980年加入政府，2011年至2015年任土木工程拓展署署長，2015年至2018年踏上首長級第八級公務員階梯，任發展局常任秘書長（工務）。韓志強入仕之後前期負責渠務事宜，後期接觸更多渠務以外的大型土木工程建設。

## 背景

### 早年生活
韓志強早年在香港島生活，1967年轉校至高主教書院就讀小四年級，1970年小六畢業後，升讀該校中學部。他繼而於1975年中五畢業，1975年至1976年就讀中六期間曾是校內化學學會副主席。韓志強其後於1977年在高主教書院完成中七預科學業，考入香港大學，在校時與前警務處處長曾偉雄為同屆中五及中七同學。當韓志強1980年畢業，並取得工程學理學士學位未幾，便於同年加入政府，至1983年之前於布政司署轄下地政工務科接受3年受訓期。

### 仕途
韓志強1983年8月通過訓練期，正式成為政府助理工程師。他一直工作至約1990年代中才升為高級工程師（策略性污水排放計劃），而後於1999年5月升任總工程師。1999年至2005年間，他不但任總工程師（策略性污水排放計劃）/助理署長（污水處理服務），同期曾改任助理署長（設計拓展）。其中任職助理署長時專責管理污水處理服務科事務，1990年代設法改善九龍彌敦道一帶嚴重水浸情況，大規模接駁整改雨水渠網絡，另外還著手應付淨化海港計劃。他此前於1996年在職進修，1997年修畢香港大學公共行政學碩士學位。
及至2000年代中往後，其仕途步步高升，2005年7月升任政府工程師，2006年獲晉升為土木工程拓展署土木工程處副處長（工程及環境管理）。2008年3月至2011年1月期間，他平調出任土木工程拓展署港島及離島拓展處處長，中途於2008年11月被擢升為首席政府工程師。後來韓志強於2011年1月起接替蔡新榮任土木工程拓展署署長，任內主理多個香港大型基礎建設工程項目，當中部分現時已竣工或仍處於謀劃階段，具體包括研究發展「起動九龍東」之下，九龍東環保連接系統的可行性，又對中部水域人工島（明日大嶼願景一部分，2014年未能通過立法會撥款，從而展開研究）、港珠澳大橋香港口岸人工島、洪水橋／厦村新發展區、落馬洲河套地區、新界東北新市鎮、善用岩洞、新界徑網絡、香港城市地下空間、新界綠化總綱圖、安達臣道石礦場發展計劃、古洞北新發展區、粉嶺北新發展區、將軍澳—藍田隧道、將軍澳跨灣連接路等項目進行策略性研究、工程規劃或推進建造工程。
此外，韓志強在任署長時延續鞏固斜坡安全一類工作與相關宣傳措施、評估填海地點對周遭環境的影響、探討尋找替代方案去處理因興建基建而產生的剩餘公眾填料、監督西九文化區工程進展、平整中環海傍的所有土地供新填海區日後之用、開展中環及灣仔繞道工程以及完成市區（九龍和香港島）綠化工程。為配合啟德發展計劃，他曾在區內承啟道舉辦植樹運動，將主幹道打造成為綠化空間，也如期開放啟德郵輪碼頭。
而隨著韋志成專注於市區重建方面的工作，加上已屆退休之齡，韓志強於2015年4月7日接替韋氏出任發展局常任秘書長（工務）。2018年10月退休時，則由林世雄接掌其崗位。韓志強在任發展局常任秘書長（工務）時期，香港曾發生兩大重要事件，其一為興建沙田至中環線時除了出現超支問題，承建商禮頓建築和中科興業被揭發在建成紅磡站月台層板過程中偷工減料。事後身為港鐵董事局非執行董事兼該公司工程委員會成員的韓志強（2015年至2018年）對傳媒表示自己與時任運輸及房屋局局長陳帆均被蒙在鼓裏，引起公眾討論。另一事件涉及港珠澳大橋項目─廉政公署於2017年5月調查承判商石屎測試造假事件，同樣招致公眾對政府監管不力的批評。

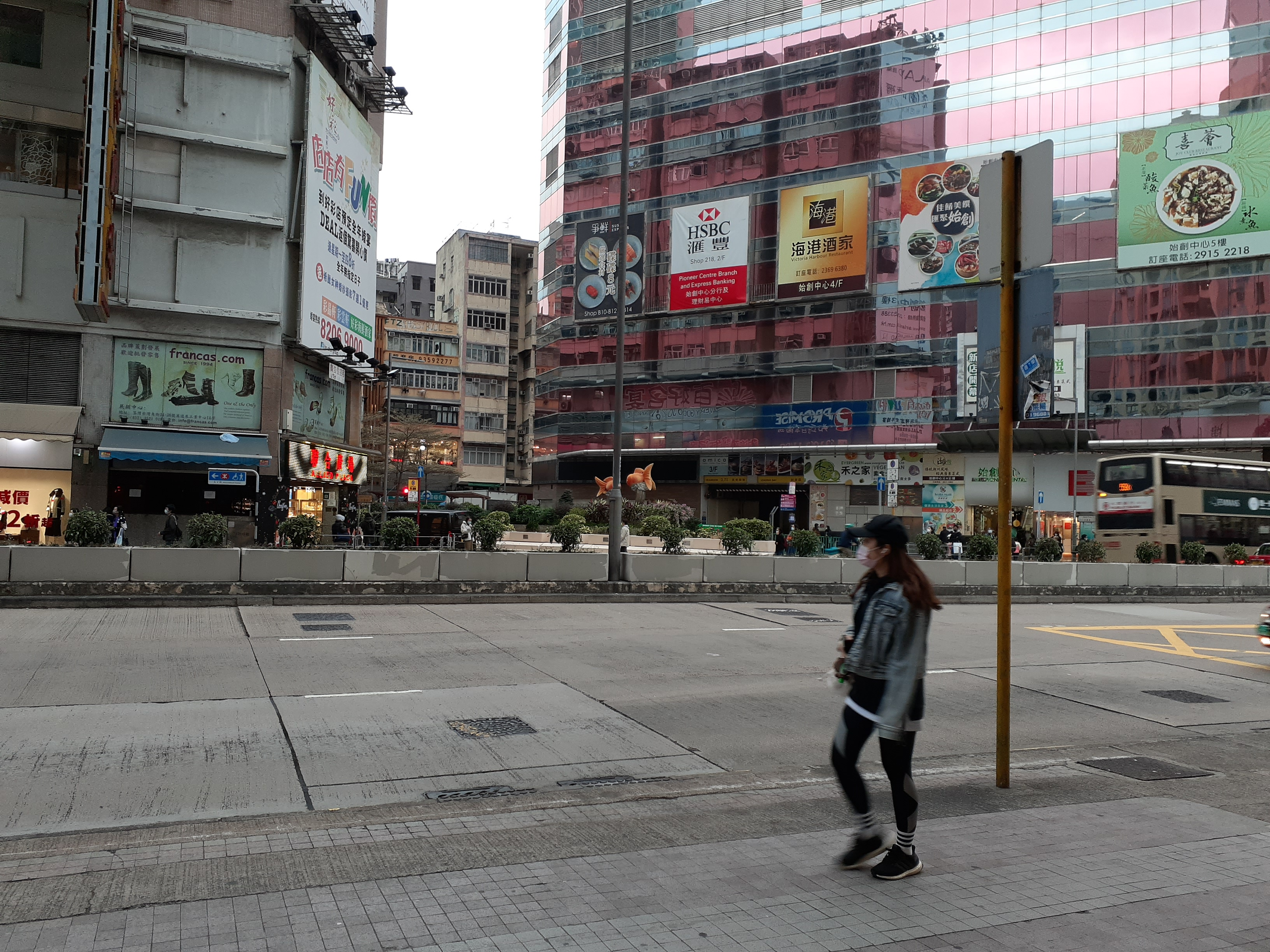
韓志強於1990年代任職渠務署時曾主理旺角彌敦道至水渠道一段道路的雨水渠改善工程

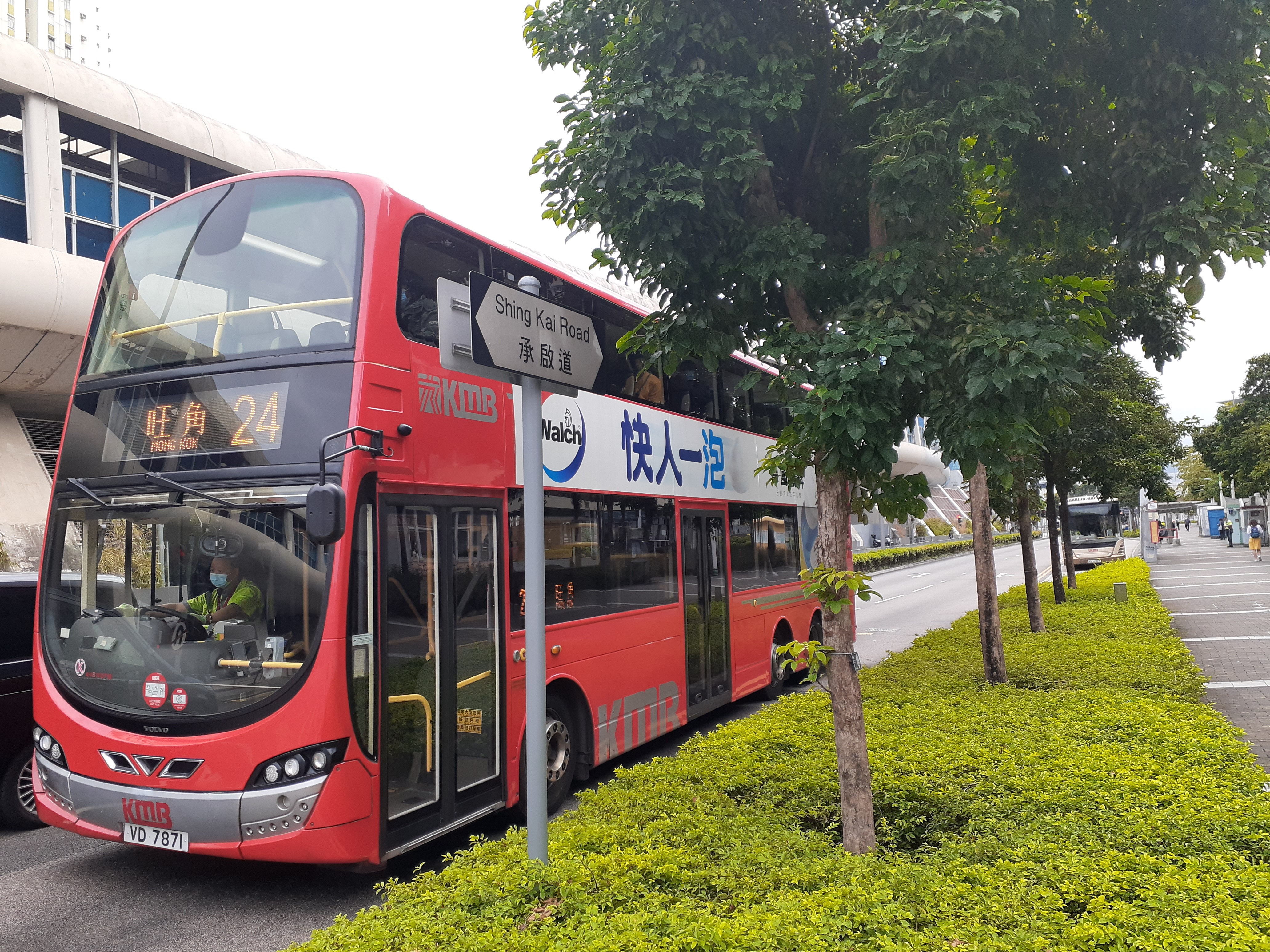
在啟德發展計劃實踐過程中，韓志強在承啟道主持過植樹儀式，旨在建立該區的綠化空間

他退休前擔任過香港海洋公園董事局成員、香港青年協會創新科技獎學金甄選委員會委員以及機電工程署常務委員會主席（2015年至2018年）。

### 退休動向
2018年退休後，韓志強擔任香港工程科學院委員，亦於2020年9月至2023年7月出任香港工程師學會秘書長。
身為英國特許仲裁師學會會員、註冊專門行業承造商聯會創會榮譽會長和香港營造師學會榮譽會員的他，目前是香港科技園項目及設施委員會副主席（2023年起）。

### 個人榮耀
2007年7月，韓志強獲香港特別行政區政府委任為太平紳士，2018年基於「在發展基建、增加土地供應、推動建造業改善質素，以及制訂文物保育和綠化政策等工作範疇，建樹宏大」和恪守己職而獲授予金紫荊星章。